# Breitblättriges Plattmoos
Das Breitblättrige Plattmoos (Plagiothecium platyphyllum) ist eine Laubmoos-Art aus der Familie Plagiotheciaceae. Sie wurde erst 1927 von Mönkemeyer beschrieben.

## Merkmale
Das Moos gehört zu den kräftigeren Arten der Gattung. Die bis 8 Zentimeter großen Pflanzen sind unregelmäßig verzweigt, verflacht beblättert und bilden hell- bis dunkelgrüne Rasen. Die Blätter sind bis 3,5 Millimeter lang und bis 1,8 Millimeter breit, mehr oder weniger asymmetrisch, breit-eiförmig bis eiförmig-lanzettlich, an der Basis stark verschmälert und oben allmählich scharf zugespitzt. Die Blattspitze ist deutlich gezähnt. Die Blattflügel laufen am Stämmchen als schmales Band aus bis zu vier Reihen rechteckiger Zellen herab, wovon die äußeren oft abgerundet sind. Die Blattrippe ist doppelt oder einfach und gegabelt und reicht meist bis zur Blattmitte. Die Blattzellen sind in der Blattmitte 10 bis 16 Mikrometer breit und bis etwa 150 Mikrometer lang. In der Blattspitze ist fast immer eine deutliche Gruppe von kurz-sechseckigen, wasserhellen Rhizoidinitialzellen vorhanden. In alten Blättern sind diese oft erodiert, sodass die Blattspitzen durchlöchert erscheinen.
Die Geschlechterverteilung ist autözisch. Die Art fruchtet gewöhnlich häufig. Die Kapsel ist gekrümmt-zylindrisch und geneigt, der Deckel kegelförmig bis kurz geschnäbelt. Die Sporengröße ist 10 bis 16 Mikrometer. Sporenreifezeit ist im Sommer.

## Standortansprüche
Die Art ist kalkmeidend und wächst an basenreichen, aber immer kalkarmen, mäßig sauren, feuchten bis nassen, (halb)schattigen Standorten auf Humus und Gestein, oft in Quellfluren, an Bächen oder in der Nähe von Wasserfällen.

## Verbreitung
Das Moos ist in den europäischen Gebirgen weit verbreitet, aber nicht häufig und lebt hier in montanen bis subalpinen Höhenlagen. In den Alpen steigt es bis auf 2600 Meter Höhe. Im Flachland ist es sehr selten oder fehlend. Neben den europäischen gibt es Vorkommen in Teilen Asiens und in Nordamerika.